# Sven I. Rašljobradi
Sven I. Rašljobradi (oko 986. godine - Gainsborough, 3. veljače 1014.), danski kralj. U staronordijskim dokumentima ga se naziva Sveinn Tjúguskegg, danskim Svend Tveskæg, izvorno Tjugeskæg ili Tyvskæg, norveškim Svein Tjugeskjegg, a u švedskim Sven Tveskägg.
Dansku krunu naslijedio od oca Haralda I. U razdoblju između 1003. i 1012. godine pokrenuo u više navrata napade na Englesku, kao odgovor na pogrom Danaca u Engleskoj na dan svetog Brcka koji je zapovijedio engleski kralj Ethelred II. Nespremni. Napadi Danaca pod Svenovim vodstvom natjerali su engleskog kralja Ethelreda izbjeći u Normandiju. Godine 1014. potpuno je pokorio Englesku ali je njome vladao svega nekoliko tjedana jer je ubrzo umro 3. veljače 1014. godine. 
Naslijedili su ga sinovi Knut koji je 1016., nakon smrti Edmunda II. Hrabrog i formalno postao kralj Engleske te Harald II. koji je do 1018. vladao Danskom. 
| Prethodnik:                       | Kralj Engleske | Nasljednik:                          |
| Edmund II. Hrabri, kralj Engleske | Kralj Engleske | Knut Veliki, engleski i danski kralj |

| Prethodnik:         | Kralj Danske | Nasljednik: |
| Harald I. Plavozubi | Kralj Danske | Harald II.  |